# Winter Park (Floryda)
Winter Park – miasto w Stanach Zjednoczonych, w stanie Floryda, w hrabstwie Orange.

## Znane osoby
Urodziła się tutaj Arielle Kebbel, amerykańska aktorka.